# Масгрейв-Гарбор
Масгрейв-Гарбор (англ. Musgrave Harbour) — містечко в Канаді, у провінції Ньюфаундленд і Лабрадор.

## Населення
За даними перепису 2016 року, містечко нараховувало 990 осіб, показавши скорочення на 6,0%, порівняно з 2011-м роком. Середня густина населення становила 14,2 осіб/км².
З офіційних мов обидвома одночасно володіли 10 жителів, тільки англійською — 980.
Працездатне населення становило 48,3% усього населення, рівень безробіття — 24,7% (29,8% серед чоловіків та 18,9% серед жінок). 91,8% осіб були найманими працівниками, а 7,1% — самозайнятими.
Середній дохід на особу становив $35 429 (медіана $25 152), при цьому для чоловіків — $50 351, а для жінок $20 940 (медіани — $35 371 та $20 096 відповідно).
29,7% мешканців мали закінчену шкільну освіту, не мали закінченої шкільної освіти — 38,9%, 30,9% мали післяшкільну освіту, з яких 13% мали диплом бакалавра, або вищий.
| Статево-вікова структура населення | Статево-вікова структура населення | Статево-вікова структура населення | Статево-вікова структура населення | Статево-вікова структура населення |
| ---------------------------------- | ---------------------------------- | ---------------------------------- | ---------------------------------- | ---------------------------------- |
|                                    |                                    |                                    |                                    |                                    |
| Всього                             | Всього                             | 50,0%                              |                                    |                                    |
| 0 — 14 років                       | 0 — 14 років                       |                                    | 11,6%                              | 11,6%                              |
| 15 — 64 років                      | 15 — 64 років                      |                                    | 65,7%                              | 65,7%                              |
| 65 і більше                        | 65 і більше                        |                                    | 22,7%                              | 22,7%                              |
| 85 і більше                        | 85 і більше                        |                                    | 1,5%                               | 1,5%                               |
| Середній вік (років)               | Середній вік (років)               | 46,347,8                           | 47,0                               | 47,0                               |
| Медіана (років)                    | Медіана (років)                    | 50,351,4                           | 50,9                               | 50,9                               |
| — чоловіки — жінки                 |                                    |                                    |                                    |                                    |

| Походження мешканців:     | Походження мешканців:     | Походження мешканців: | Походження мешканців: | Походження мешканців: |
| ------------------------- | ------------------------- | --------------------- | --------------------- | --------------------- |
| Походження                |                           |                       | осіб                  | %                     |
| Корінні американці        | Корінні американці        |                       | 10                    | 1.03%                 |
| Інше північноамериканське | Інше північноамериканське |                       | 660                   | 68.04%                |
| Європейське               | Європейське               |                       | 385                   | 39.69%                |
| британське                | британське                |                       | 375                   | 38.66%                |
| французьке                | французьке                |                       | 10                    | 1.03%                 |

| Зайнятість населення за галузями (за класифікацією NOC): | Зайнятість населення за галузями (за класифікацією NOC): | Зайнятість населення за галузями (за класифікацією NOC): | Зайнятість населення за галузями (за класифікацією NOC): | Зайнятість населення за галузями (за класифікацією NOC): |
| -------------------------------------------------------- | -------------------------------------------------------- | -------------------------------------------------------- | -------------------------------------------------------- | -------------------------------------------------------- |
|                                                          |                                                          |                                                          |                                                          |                                                          |
| Управління                                               | Управління                                               |                                                          | 7,1%                                                     | 7,1%                                                     |
| Бізнес, фінанси та адміністрування                       | Бізнес, фінанси та адміністрування                       |                                                          | 6%                                                       | 6%                                                       |
| Природничі та прикладні науки                            | Природничі та прикладні науки                            |                                                          | 6%                                                       | 6%                                                       |
| Охорона здоров'я                                         | Охорона здоров'я                                         |                                                          | 4,8%                                                     | 4,8%                                                     |
| Освіта, правозахист, муніципальні та урядові служби      | Освіта, правозахист, муніципальні та урядові служби      |                                                          | 4,8%                                                     | 4,8%                                                     |
| Роздрібна торгівля та послуги                            | Роздрібна торгівля та послуги                            |                                                          | 14,3%                                                    | 14,3%                                                    |
| Гуртова торгівля, транспорт та обладнання                | Гуртова торгівля, транспорт та обладнання                |                                                          | 31%                                                      | 31%                                                      |
| Природні ресурси, сільське господарство                  | Природні ресурси, сільське господарство                  |                                                          | 10,7%                                                    | 10,7%                                                    |
| Виробництво                                              | Виробництво                                              |                                                          | 15,5%                                                    | 15,5%                                                    |

## Клімат
Середня річна температура становить 4,2°C, середня максимальна – 19,1°C, а середня мінімальна – -12,3°C. Середня річна кількість опадів – 1 036 мм.
| Клімат поселення                              | Клімат поселення | Клімат поселення | Клімат поселення | Клімат поселення | Клімат поселення | Клімат поселення | Клімат поселення | Клімат поселення | Клімат поселення | Клімат поселення | Клімат поселення | Клімат поселення | Клімат поселення |
| Показник                                      | Січ.             | Лют.             | Бер.             | Квіт.            | Трав.            | Черв.            | Лип.             | Серп.            | Вер.             | Жовт.            | Лист.            | Груд.            |                  |
| Середній максимум, °C                         | −1,43            | −2,01            | 1,68             | 6,88             | 11,82            | 16,43            | 18,77            | 19,07            | 14,61            | 9,31             | 4,62             | −0,34            |                  |
| Середня температура, °C                       | −6,57            | −7,15            | −3,49            | 1,72             | 6,67             | 11,28            | 15,77            | 16,08            | 11,62            | 6,31             | 1,62             | −3,33            |                  |
| Середній мінімум, °C                          | −11,72           | −12,3            | −8,63            | −3,41            | 1,53             | 6,12             | 12,78            | 13,08            | 8,62             | 3,31             | −1,38            | −6,33            |                  |
| Норма опадів, мм                              | 90               | 85               | 77               | 74               | 73               | 75               | 81               | 92               | 107              | 96               | 92               | 94               |                  |
| Середньомісячна швидкість вітру, м/с          | 5.44             | 5.28             | 5.36             | 5.29             | 4.96             | 4.79             | 4.44             | 4.56             | 4.99             | 5.36             | 5.46             | 5.55             |                  |
| Середньомісячна сонячна радіація, кДж/м²·день | 3523             | 6427             | 10477            | 14054            | 17257            | 19059            | 18832            | 15766            | 11509            | 6723             | 3758             | 2695             |                  |
| --------------------------------------------- | ---------------- | ---------------- | ---------------- | ---------------- | ---------------- | ---------------- | ---------------- | ---------------- | ---------------- | ---------------- | ---------------- | ---------------- | ---------------- |
| Джерело:                                      |                  |                  |                  |                  |                  |                  |                  |                  |                  |                  |                  |                  |                  |